# Aqtam
Aqtam är en ort i Kazakstan.   Den ligger i oblystet Almaty, i den sydöstra delen av landet, 1 100 km sydost om huvudstaden Astana. Aqtam ligger 1 129 meter över havet och antalet invånare är 1 846.
Terrängen runt Aqtam är huvudsakligen kuperad, men åt nordväst är den platt. Terrängen runt Aqtam sluttar norrut. Runt Aqtam är det mycket glesbefolkat, med 6 invånare per kvadratkilometer. Det finns inga andra samhällen i närheten. Trakten runt Aqtam består i huvudsak av gräsmarker.